# Agente de software

Processo de um Agente de software.

Em desenvolvimento de software, um agente de software é um programa de computador que pode operar autonomamente e efetuar tarefas singulares sem a direta supervisão humana.

Num contexto geral duas comunidades científicas se destacam com trabalhos e pesquisas na área de agente de software. A comunidade da Inteligência Artificial Distribuída e a comunidade dos Sistemas Distribuídos.

## Visão geral
Como todo software, agentes são formalizações do conhecimento humano, codificadas em linguagem de computadores. Sem bons mecanismos de decisão, os agentes não serão bons tomadores de decisão e, consequentemente, delegar tarefas para eles não parece uma boa prática.